# Paragonitis strigocrenulata
Paragonitis strigocrenulata là một loài bướm đêm trong họ Noctuidae.